# Patio (album)
Patio je první studiové album velšské rockové skupiny Gorky's Zygotic Mynci. Vydalo jej v červnu roku 1992 hudební vydavatelství Ankst. Více než klasické řadové album jde o kompilaci složenou z různých demosnímků či nahrávek pro rozhlasové vysílání. Produkčně se na albu podíleli členové skupiny, ale také další osoby (Wyn Jones, Gareth Morlais a Neil White). Původně album vyšlo na 10" gramofonové desce a obsahovalo dvanáct písní. Později bylo vydáno na CD a bylo doplněno o několik dalších skladeb. Album bylo z převážné části nazpíváno ve velštině, ale jsou zde také písně s anglickým textem. Hudebník John Cale nahrávku označil za své nejoblíbenější album.

## Seznam skladeb
| Pořadí | Název                                     | Autor                           | Délka |
| ------ | ----------------------------------------- | ------------------------------- | ----- |
| 1.     | Peanut Dispenser                          | Euros Childs, John Lawrence     | 3:28  |
| 2.     | Lladd Eich Gwraig                         | Childs, Lawrence                | 4:10  |
| 3.     | Dafad yn Siarad                           | Childs, Lawrence                | 3:45  |
| 4.     | Mr Groovy                                 | Childs, Lawrence                | 2:53  |
| 5.     | Ti! Moses                                 | Lawrence, Richard James, Childs | 2:13  |
| 6.     | Barbed Wire                               | Childs, Lawrence                | 3:22  |
| 7.     | Miriam o Farbel                           | Childs, Lawrence                | 2:37  |
| 8.     | Oren, Mefus a Chadno                      | Childs, Lawrence                | 2:50  |
| 9.     | Gwallt Rhegi Pegi                         | Childs                          | 2:02  |
| 10.    | Sally Webster                             | Childs                          | 6:55  |
| 11.    | Diamonds o Monte Carlo                    | Childs, Lawrence                | 3:18  |
| 12.    | Siwt Nofio                                | Childs                          | 3:21  |
| 13.    | Blessed Are the Meek                      | Childs, Lawrence                | 4:32  |
| 14.    | Reverend Oscar Marzaroli                  | Childs, Lawrence                | 2:41  |
| 15.    | Oren, Mefus a Chadno (alternativní verze) | Childs, Lawrence                | 3:27  |
| 16.    | Dean Ser                                  | Childs                          | 2:35  |
| 17.    | Siwmper Heb Grys                          | Childs, Lawrence                | 5:11  |
| 18.    | Llenni ar Gloi                            | Childs                          | 4:01  |
| 19.    | Anna Apera                                | Childs                          | 4:13  |
| 20.    | Siwt Nofio (alternativní verze)           | Childs                          | 4:01  |
| 21.    | Hi ar Gân                                 | Lawrence, James, Childs         | 3:05  |

## Obsazení
- Euros Childs – zpěv, klavír, varhany, kytara
- John Lawrence – kytara, doprovodné vokály
- Richard James – baskytara
- Osian Evans – bicí
- Sion Lane – varhany
- Sammy Davies – varhany
- Steffan Cravos – housle, hlas
- Megan Childs – housle
- Cennwyn Brain – kytara
- Anwen Thomas – violoncello